# Rhynchotus maculicollis
A Rhynchotus maculicollis a tinamualakúak (Tinamiformes) rendjébe, ezen belül a tinamufélék (Tinamidae) családjába tartozó faj.

## Rendszerezése
A fajt George Robert Gray angol zoológus írta le 1867-ben.

## Előfordulása
Az Andok keleti lábainál, Argentína és Bolívia területén honos. Természetes élőhelyei a szubtrópusi vagy trópusi magaslati cserjések és száraz szavannák, valamint szántóföldek. Állandó, nem vonuló faj.

## Életmódja
Rovarokkal és növényi anyagokkal táplálkozik.

## Természetvédelmi helyzete
Az elterjedési területe rendkívül nagy, egyedszáma ugyan csökken, de még nem éri el a kritikus szintet. A Természetvédelmi Világszövetség Vörös listáján nem fenyegetett fajként szerepel.